# Adriano in Siria
Pour les articles homonymes, voir Adriano in Siria (homonymie).
Adriano in Siria est un opera seria composé par Giovanni Battista Pergolesi, et représenté pour la première fois le 25 octobre 1734 au Teatro San Bartolomeo de Naples.

## Naissance de l’œuvre
Adriano in Siria est un drame musical en trois actes écrit sur un livret de Métastase à l'occasion de l’anniversaire de la reine Elisabeth Farnèse. La représentation de l’œuvre au Teatro San Bartolomeo de Naples, le 25 octobre 1734, combine l'Opera seria avec un intermezzo buffo, appelé Livietta e Tracollo ; celui-ci, sans atteindre à la popularité qu'obtient l'autre intermezzo buffo de Pergolèse, La serva padrona, recueille cependant un succès plus considérable que l’œuvre principale à laquelle il est associé.
La distribution lors de la création bénéficie de la présence du castrat Caffarelli dans le rôle de Farnaspe, entouré du ténor Francesco Tolve (Osroa), ainsi que de Caterina Fumagalli (Sabina), Giustina Turcotti (Emirena), Maria Marta Monticelli (dans le rôle travesti de Adriano), et de Margherita Chimenti (dite « La Droghierina ») dans le rôle d'Aquilio.
Quant au livret de Métastase lui-même, il s'appuie sur les faits relatés dans l’Histoire Auguste et dans les œuvres de l'historien Dion Cassius, qui décrivent l'empereur Hadrien sous les traits d'un tyran magnanime, dans l'esprit des despotes éclairés en faveur au siècle des Lumières.
Ce livret connait un succès considérable, puisqu'il est mis en musique par plus de cinquante compositeurs différents,,. La version de Pergolèse, pourtant, diffère profondément du livret originel, à telle enseigne que des 27 airs écrits par Métastase il n'en reste à la fin que 10.

## Synopsis
L'action se passe à Antioche en 117 apr. J.-C. L'Empereur de Rome Adriano a vaincu le roi des Parthes Osroa, en fuite. Adriano, qui doit épouser Sabina, une noble romaine, tombe amoureux d'Emirena, la fille du roi Osroa, qu'il retient prisonnière. Le confident de l'Empereur, Aquilio, lui-même amoureux en secret de Sabina, se réjouit. Emirena, de son côté, aime et est aimée de Farnaspe, un prince parthe ami d'Osroa.
A l'acte I, Farnaspe se présente à Adriano pour lui demander de libérer Emirena, provoquant la consternation d'Adriano. Osroa, qui accompagne Farnaspe (mais déguisé), se déchaîne avec véhémence contre son ennemi romain qui tente maintenant de nuire à sa fille (aria : "Sprezza il furor del vento").
Aquilio conseille à Emirena de s'éloigner de Farnaspe pour lui épargner les effets de la jalousie d'Adriano. Farnaspe ne comprend pas la froideur d'Emirena (Air : "Sul mio cor so ben qual sia"). Par contre, Adriano est rassuré, avant d'être décontenancé par l'arrivée imprévue de Sabina qui arrive de Rome. Aquilio fait savoir à Sabina qu'elle a maintenant une rivale en Emirena, et elle s'en prend à la princesse parthe, qui à son tour fait appel à la noblesse de son interlocutrice (aria : "Prigioniera abbandonata"). Après le départ d'Emirena, Aquilius suggère à Sabina de rester fidèle à l'empereur (aria : "Vuoi punir l'ingrato amante ?") et la femme pleure son sort de fiancée trahie (aria : "Chi soffre senza pianto").
Osroa met ensuite le feu au palais d'Adriano (récitatif accompagné : "E pure, ad onta del mio furore"). Farnaspe intervient pour sauver Emirena, qui est au palais : c'est lui qui se fait arrêter. Lorsqu'Emirena le voit enchaîné, elle révèle l'erreur qui a été commise et déclare qu'elle préfère mourir plutôt que vivre sans lui (aria : "Sola mi lasci a piangere"). Les amoureux réconciliés, l'acte I se clôt sur un air avec hautbois obligé ("Lieto così talvolta").
À l'Acte II, Emirena fait savoir à Sabina qu'elle n'aime que Farnaspe. Sabina organise leur fuite. Lorsqu'Adriano arrive, il lui avoue son amour pour Emirena, et Sabina lui reproche sa trahison ("Ah ingrato, m’inganni"). Dans la scène suivante, Aquilio, seul, se réjouit de la tournure des événements, mais reste prudent (Air : "Saggio guerriero antico").
Pendant la nuit, Sabina réunit Farnaspe et Emirena et les invite à s'enfuir (aria : "Splenda per voi sereno"). Arrive alors Osroa, qui annonce qu'il a tué Adriano. Toutefois, celui-ci paraît et accuse Farnaspe, avant qu'Emirena révèle l'identité du coupable, sans se rendre compte qu'elle accuse ainsi son père. Adriano fait alors enfermer ensemble les trois Parthes (aria : "Tutti nemici e rei").
En prison, Emirena demande pardon à son père ("Quell'amplesso e quel perdono"), Osroa chante son grand air, "Leon piagato a morte", et  Farnaspe conclut l'acte avec une aria di bravura, "Torbido in volto è nero" - air repris par le compositeur dans L'Olimpiade (acte III, Aria de Megacle. L'Olimpiade fait d'autres emprunts à Adriano).
A l'acte III, Aquilio parvient à persuader Sabina de partir pour échapper au châtiment d'Adriano (air de Sabina : "Digli che è un infelice"). Resté seul, le tribun regrette le départ de sa bien-aimée, mais se rend compte que c'est en la quittant maintenant qu'il peut espérer ne pas la perdre plus tard (air : "Contento forse vivere"). Il conseille ensuite à Adriano de rendre son trône à Osroa, en calculant que le roi parthe, reconnaissant, devrait alors accorder à Adriano la main d'Emirena. Osroa fait mine de consulter sa fille, mais lui demande en fait de l'aider à mourir. Devant la réticence de sa fille, il l'accuse d'indignité (aria : "Ti perdi e ti confondi"). Après le départ d'Osroa, Farnaspe entre en scène, et montre à Emirena qu'en épousant Adriano, elle sauvera son père et son pays. Les amoureux se disent adieu (duo: "L'estremo pegno almeno").
Adriano découvre ensuite les complots d'Aquilio. Emirena et Farnaspe supplient l'empereur de libérer Osroa, qui refuse, mais Adriano, ému par la grandeur d'âme de Sabina, qui accepte de se retirer pour le laisser épouser Emirena, et comprend que la jeune fille serait prête à se sacrifier en acceptant sa main en échange de la pitié pour son père, promet alors la justice pour tous (aria : "Fra poco assiso in trono"). L'opéra se termine bien : Osroa retrouve sa liberté et son royaume, Farnaspe et Emirena peuvent être réunis, Aquilio est pardonné, et Adriano accepte la noble Sabina comme épouse (chœur final : "S'oda, Augusto, infin su l'etra").

## Livietta e Tracollo
La représentation de l'opéra est interrompue, aux deux entractes, par des intermezzos comiques, qui sont entrés dans l'histoire sous le nom de  Livietta et Tracollo (de) et ont joui, en tant qu'opera buffa indépendant, d'une renommée bien plus grande que l'opéra principal, puisqu'ils ont été joués dans toute l'Europe pendant plus de deux décennies.
Livietta, déguisée en Français, veut se venger de celui qui a failli tuer son frère : Tracollo, qui arrive, déguisé en Polonaise enceinte. A la fin de la scène, Tracollo la supplie de l'épargner, mais Livietta reste déterminée à le punir. Au deuxième entracte, Tracollo, qui a échappé à Livietta, se présente déguisé en astrologue ; Livietta le reconnaît. Tracollo veut lui faire croire qu'il est devenu fou : Livietta lui fait croire qu'elle est morte - mais revient à la vie quand Tracollo admet qu'il ne faisait que feindre la folie. Finalement, ils s'aiment l'un l'autre.